# Corylopsis trabeculosa
Corylopsis trabeculosa är en trollhasselart som beskrevs av Hu Hsien-Hsu och Chang. Corylopsis trabeculosa ingår i släktet Corylopsis och familjen trollhasselfamiljen. Inga underarter finns listade i Catalogue of Life.